# Andrea Zani
Andrea Teodoro Zani (11 de noviembre de 1696 – 28 de septiembre de 1757) fue un violinista y compositor italiano.

## Vida
Zani nació en Casalmaggiore  en la provincia de Cremona. Recibió las primeras lecciones de violín de su padre, un violinista amateur. Luego tomó clases de composición con Giacomo Civeri, un músico local, y de violín estudiado en Guastalla con el violinista de la corte Carlo Ricci. Antonio Caldara, quién trabajaba como maestro de capillaen la corte del archiduque Fernando Carlos en Mantua, no lejos de Casalmaggiore, oyó tocar a Zani y le invitó a Viena. Entre 1727 y 1729 Zani permaneció allí como violinista al servicio  de los Habsburgo. Tras la  muerte de su patrocinador, Caldara, en 1736, regresó a Casalmaggiore para permanecer allí hasta el fin de su vida. Murió en su ciudad natal a causa de un accidente, cuando el transporte en que viajaba a Mantua volcó.

## Estilo e influencia
La obra de Zani muestra la influencia de Antonio Vivaldi, aunque no fue tan famosa. Su op. 2, publicado en 1729, es de gran importancia histórica  porque es la fuente datada más temprana de una sinfonía sin ambigüedad de género (Lobo 2004). Los trabajos tardíos exhiben un claro giro hacia  el estilo clásico, en reemplazo del barroco.

## Composiciones
- 12 Sonate da cámara,  op.1 (probablemente Casalmaggiore, 1727) (Reimpreso en París como Sonatas para violín solo y bajo de cámara, op. 3)
- Sei sinfonie da Cámara e altretanti conciertos da chiesa un quattro strumenti, op. 2 (Casalmaggiore, 1729)
- Conciertos Dodici un quattro con i suoi ripieni, op. 4 (Viena, 1735)
- Sonata para 12 violines y bajo titulada "pensieri armonici", op. 5 (Viena, 1735)
- Sonata para violín y bajo op. 6 (París, 1740)
- Además, existen numerosos manuscritos encontrados en las bibliotecas que se esparcieron por toda Europa, incluyendo tres conciertos y una sonata para flauta, al menos doce conciertos para chelo, seis trío sonatas para dos violines y continuo, así como varios conciertos de violín y sinfonías.